# Chelonus szepligetii
Chelonus szepligetii är en stekelart som beskrevs av Dalla Torre 1898. Chelonus szepligetii ingår i släktet Chelonus och familjen bracksteklar. Inga underarter finns listade i Catalogue of Life.